# Гіресунспор
«Гіресунспор» (тур. Giresunspor) — турецький футбольний клуб із Гіресуна, заснований 1967 року. Виступає в першій турецькій лізі. У 1970-х роках команда грала шість сезонів у турецькій Суперлізі та знаходиться на 48-му місці у підсумковій таблиці всіх чемпіонатів цієї ліги.